# Marina (llibre)
Marina és una novel·la fantàstica de Carlos Ruiz Zafón publicada l'any 1999 en castellà per l'Editorial Edebé i traduïda al català l'any 2003. Està ambientada en la segona meitat del segle xx a la ciutat de Barcelona i narra la història d'Óscar Drai, un estudiant adolescent internat en una escola de la ciutat de Barcelona, que després de retornar un rellotge a qui l'hi va arrabassar, coneix a Marina, una bella i misteriosa noia amb la qual s'insereix de ple en una terrorífica investigació, en la qual hi ha intriga, morts, assassinats i una bella història d'amor.

## Personatges
- Principals: Óscar Drai, Marina Blau, Mijail Kolvenik
- Secundaris: Germán Blau, Eva Irinova, Victor Florián, Doctor Shelley, Luis Claret, Benjamín Sentís

## Argument
Óscar Drai és un adolescent de quinze anys que estudia a un internat a Sarrià (Barcelona) i que sempre a la tarda, quan s'acaben les classes, s'escapa de l'internat i va a veure els palauets tan fascinants que hi ha per la zona. En una de les escapades coneix a Marina Blau una noia amb els ulls de color cendra i de pell pàl·lida amb la qual compartirà experiències que li canviaran la vida totalment i que faran que compleixi el seu desig encara que sigui només perquè el vegi Marina. Óscar i Marina es posen a investigar uns fets que van ocórrer als anys 1940 a Barcelona relacionats amb l'empresa d'aparells ortopèdics anomenada Velo-Granell, es ficaran en casos de morts i molt misteri amb espectres i substàncies que et fan quasi immortal.